# Ceratopsyche serpentina
Ceratopsyche serpentina är en nattsländeart som först beskrevs av Schmid 1965.  Ceratopsyche serpentina ingår i släktet Ceratopsyche och familjen ryssjenattsländor. Inga underarter finns listade i Catalogue of Life.